# Апшеронський район (Азербайджан)
Апшеронський район (азерб. Abşeron rayonu) — адміністративна одиниця на сході Азербайджану. Центром є місто Хирдалан.

## Етимологія
Назва району походить від назви півострова, на якому розташовується частина району. Думки вчених з приводу походження самого слова «Апшерон» розходяться. На думку одних науковців, назва походить від перських слів «аб» (вода) і «шора» (солоний), «солона вода»; ця версія етимології підтверджується наявністю багатьох солоних озер на території півострова. За іншою версією назва півострова походить від тюркського племені афшарів. Є відомості про те, що недалеко від острова Піраллахи розташовувався населений пункт Афшаран, через який проходив караванний шлях з Дербента в Персію.

## Історія
Район заснований 4 січня 1963 года. У 1990 році зі складу Апшеронського району виділено Хизинський район.